# Marsilea aegyptica
Marsilea aegyptica là một loài dương xỉ trong họ Marsileaceae. Loài này được Willd. mô tả khoa học đầu tiên năm 1810.